# Road trip
För andra betydelser, se Road trip (olika betydelser).

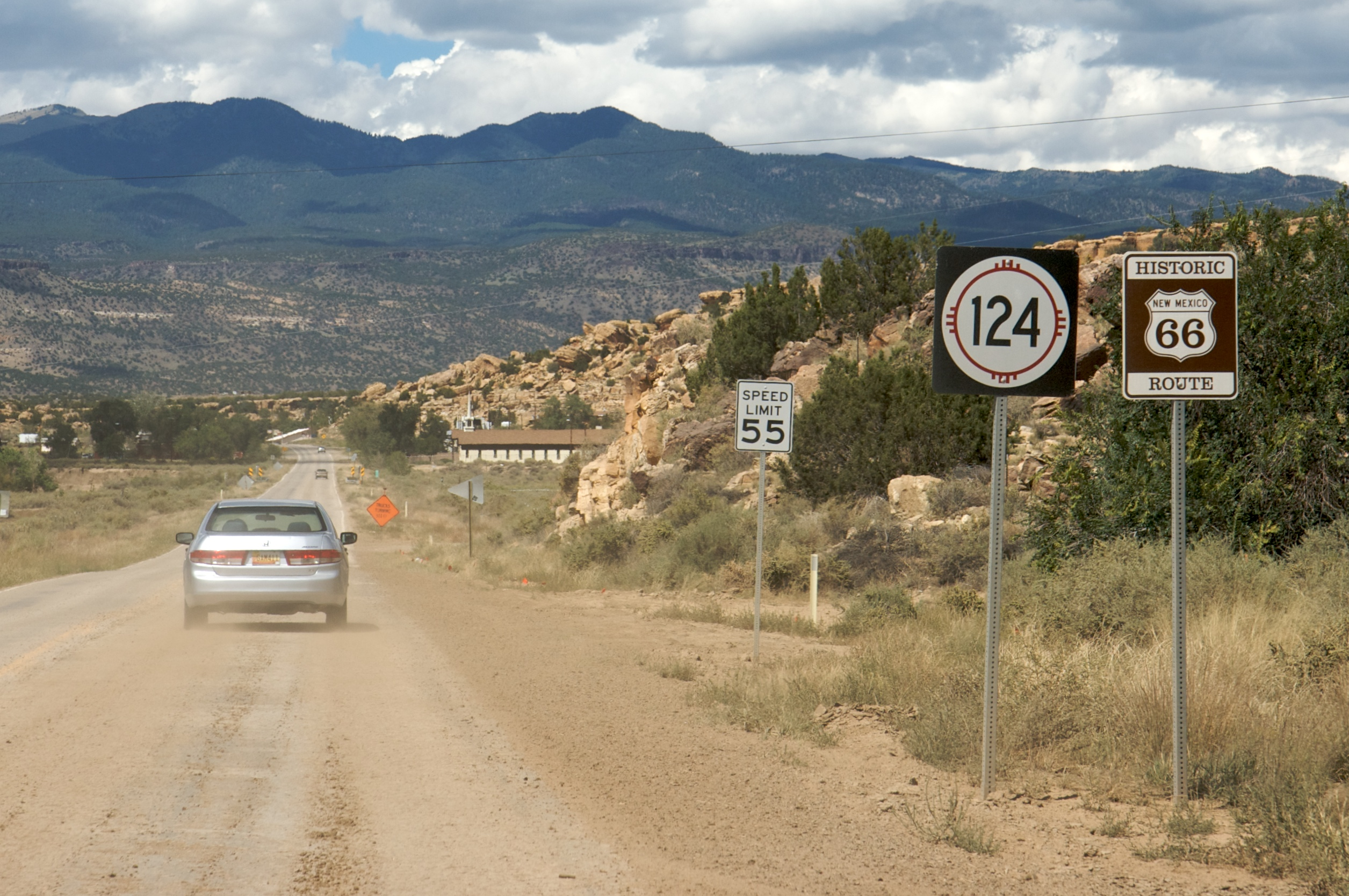
U.S. Route 66 i New Mexico i södra USA.

Road trip, eller roadtrip, är engelska för en långresa med bil.
I USA förknippas det oftast med en bilresa genom landet på Route 66, ofta från väster till öster eller tvärtom.
Denna typ av resande är ett vanligt inslag i handlingen i många filmer inom genren roadmovies, ofta utan något bestämt mål.
Världens första längre bilfärd genomfördes i augusti 1888 av Bertha Benz tillsammans med hennes två söner som därigenom ökade intresset för bilen som ett användbart transportmedel.